# Міссула (Монтана)
Міссула (англ. Missoula) — місто (англ. city) в США, в окрузі Міссула штату Монтана. Населення — 73 489 осіб (2020).

## Географія
Міссула розташована за координатами 46°52′10″ пн. ш. 114°0′37″ зх. д. / 46.86944° пн. ш. 114.01028° зх. д. (46.869322, -114.010346). За даними Бюро перепису населення США в 2010 році місто мало площу 71,68 км², з яких 71,26 км² — суходіл та 0,42 км² — водойми. В 2017 році площа становила 76,18 км², з яких 75,71 км² — суходіл та 0,48 км² — водойми.

### Клімат
| Клімат : Міссула                                    | Клімат : Міссула | Клімат : Міссула | Клімат : Міссула | Клімат : Міссула | Клімат : Міссула | Клімат : Міссула | Клімат : Міссула | Клімат : Міссула | Клімат : Міссула | Клімат : Міссула | Клімат : Міссула | Клімат : Міссула | Клімат : Міссула |
| Показник                                            | Січ.             | Лют.             | Бер.             | Квіт.            | Трав.            | Черв.            | Лип.             | Серп.            | Вер.             | Жовт.            | Лист.            | Груд.            | Рік              |
| Абсолютний максимум, °C                             | 15,6             | 18,9             | 25,6             | 32,2             | 35,0             | 38,9             | 41,7             | 40,6             | 37,2             | 29,4             | 22,8             | 15,6             | 41,7             |
| Середній максимум, °C                               | 0,7              | 3,8              | 9,9              | 14,7             | 19,6             | 24,0             | 29,9             | 29,4             | 22,8             | 14,3             | 5,3              | −0,6             | 14,6             |
| Середній мінімум, °C                                | −7,6             | −6               | −2,4             | 0,4              | 4,3              | 8,1              | 10,8             | 10,1             | 5,4              | 0,2              | −3,9             | −8,5             | 0,9              |
| Абсолютний мінімум, °C                              | −36,1            | −33,3            | −25              | −16,7            | −6,1             | −3,3             | −0,6             | −1,7             | −9,4             | −20              | −30,6            | −34,4            | −36,1            |
| Середня кількість сонячних годин на місяць          | 95,8             | 133,0            | 209,3            | 245,0            | 280,5            | 311,1            | 389,3            | 334,8            | 264,7            | 194,3            | 99,5             | 82,9             | 2640,2           |
| Норма опадів, мм                                    | 22               | 18               | 25               | 31               | 51               | 53               | 25               | 30               | 30               | 22               | 26               | 26               | 359              |
| Днів з опадами                                      | 11,8             | 9,4              | 11,4             | 11,1             | 12,3             | 12,1             | 7,1              | 7,5              | 8,2              | 8,4              | 11,1             | 12,3             | 122,7            |
| Днів зі снігом                                      | 9,4              | 6,8              | 5,1              | 1,6              | 0,3              | 0,1              | 0,0              | 0,0              | 0,0              | 0,9              | 5,4              | 9,8              | 39,4             |
| Вологість повітря, %                                | 81.3             | 78.1             | 70.3             | 61.2             | 61.7             | 61.1             | 51.7             | 52.5             | 62.8             | 70.8             | 80.2             | 83.5             | 67.9             |
| --------------------------------------------------- | ---------------- | ---------------- | ---------------- | ---------------- | ---------------- | ---------------- | ---------------- | ---------------- | ---------------- | ---------------- | ---------------- | ---------------- | ---------------- |
| Джерело: NOAA (relative humidity and sun 1961–1990) |                  |                  |                  |                  |                  |                  |                  |                  |                  |                  |                  |                  |                  |

## Демографія

### Перепис 2010
Згідно з переписом 2010 року, у місті мешкало 66 788 осіб у 29 081 домогосподарстві у складі 13 990 родин. Густота населення становила 932 особи/км². Було 30682 помешкання (428/км²).
Расовий склад населення:
| - 92,1 % — білих - 2,8 % — корінних американців - 1,2 % — азіатів - 0,5 % — чорних або афроамериканців - 0,1 % — вихідців з тихоокеанських островів |

До двох чи більше рас належало 2,8 %. Частка іспаномовних становила 2,9 % від усіх жителів.
За віковим діапазоном населення розподілялося таким чином: 17,9 % — особи молодші 18 років, 71,4 % — особи у віці 18—64 років, 10,7 % — особи у віці 65 років та старші. Медіана віку мешканця становила 30,9 року. На 100 осіб жіночої статі у місті припадало 99,6 чоловіків; на 100 жінок у віці від 18 років та старших — 98,3 чоловіків також старших 18 років.
Середній дохід на одне домашнє господарство становив 57 983 долари США (медіана — 41 421), а середній дохід на одну сім'ю — 79 779 доларів (медіана — 65 377). Медіана доходів становила 41 860 доларів для чоловіків та 32 067 доларів для жінок. За межею бідності перебувало 19,5 % осіб, у тому числі 16,3 % дітей у віці до 18 років та 7,5 % осіб у віці 65 років та старших.
Цивільне працевлаштоване населення становило 37 147 осіб. Основні галузі зайнятості: освіта, охорона здоров'я та соціальна допомога — 28,2 %, мистецтво, розваги та відпочинок — 13,4 %, роздрібна торгівля — 12,2 %, науковці, спеціалісти, менеджери — 11,5 %.

### Перепис 2000
За даними перепису 2000 року
на території муніципалітету мешкало 68 202 людей, було 24 141 садиб та сімей.
Густота населення становила 925,6 осіб/км². З 24 141 садиб у 24,6 % проживали діти до 18 років, подружніх пар, що мешкали разом, було 37,9 %,
садиб, у яких господиня не мала чоловіка — 10 %, садиб без сім'ї — 48,9 %.
Власники 8,9 % садиб мали вік, що перевищував 65 років, а в 33,6 % садиб принаймні одна людина була старшою за 65 років. Кількість людей у середньому на садибу становила 2,23, а в середньому на родину 2,88.
Середній річний дохід на садибу становив 30 366 доларів США, а на родину — 42 103 доларів США. Чоловіки мали дохід 30 686 доларів, жінки — 21 559 доларів. Дохід на душу населення був 17 166 доларів. Приблизно 11,7 % родин та 19,7 % населення жили за межею бідності.
Медіанний вік населення становив 30 років. На кожних 100 жінок віком понад 18 років припадало 97,1 чоловіків.

## Персоналії
- Девід Лінч (* 1946) — американський кінорежисер, музикант, художник і актор.